# Ferocactus diguetii var. carmenensis
- Ime:  Ferocactus diguetii var. carmenensis
- Porodica:  Cactaceae
- Preporučena temperatura:  Noć: 9-11°C
- Tolerancija hladnoće:  podnosi smrzavanje
- Minimalna temperatura:  10°C
- Izloženost suncu: cijelo vrijeme
- Porijeklo:  Meksiko (Baja California: Carmen Island)
- Opis:   raste sam,do 1 m visine i do 40 cm širine
- Cvjetovi:  Ferocactus diguetii var.carmenensis ima crvenkaste cvjetove,duge 4 cm i isto toliko široke.Plodovi ovog kaktusa su dugi 3 cm.